# NGC 5230
NGC 5230 ist eine Balken-Spiralgalaxie vom Hubble-Typ SBc mit ausgedehnten Sternentstehungsgebieten im Sternbild Jungfrau auf der Ekliptik. Sie ist schätzungsweise 306 Millionen Lichtjahre von der Milchstraße entfernt und hat einen Durchmesser von etwa 170.000 Lichtjahren. Gemeinsam mit PGC 47941 und PGC 47922 bildet sie ein optisches Galaxientrio.

Im selben Himmelsareal befinden sich u. a. die Galaxien NGC 5221, NGC 5222, NGC 5226, IC 901.
Die Supernova SN 1970P wurde hier beobachtet.
Das Objekt wurde am 12. April 1784 von Wilhelm Herschel entdeckt.